# Glypta enigmatica
Glypta enigmatica là một loài tò vò trong họ Ichneumonidae.